# Вьетнамцы в Луизиане
Вьетнамцы в Луизиане — американцы вьетнамского происхождения, проживающие в штате Луизиана. На 2020 год в Луизиане проживало порядка 33 тысяч лиц вьетнамского происхождения (1,4% от общего числа вьетнамцев в США и 0,7% населения штата). Вьетнамцы являются крупнейшей азиатской диаспорой штата.
После падения Сайгона в 1975 году первая группа из тысячи вьетнамских семей переселилась в район Нового Орлеана, причём первые семьи нашли жилье на востоке Нового Орлеана и на западном берегу Миссисипи в Марреро, а около 500 беженцев поселились в Батон-Руже. К 1989 году в Луизиане проживало около 15 300 вьетнамских беженцев. Католические епархии Луизианы активно участвовали в процессе переселения: архиепархия Нового Орлеана спонсировала переселение в приходы Орлеанс и Джефферсон, а епархия Хумы — Тибодо — в приходы Сент-Мэри, Тербонн и Лафурш. В 1980-х и 1990-х годах вьетнамцы активно участвовали в политической и экономической жизни Луизианы, организовывая кампании по регистрации избирателей и выступая против создания свалки на востоке города. В XXI веке экологические катастрофы, включая ураган Катрина и разлив нефти на Deepwater Horizon, привели к переезду вьетнамцев, вследствие чего пострадали некоторые отрасли экономики, особенно рыболовство. В 2018 году 83% вьетнамцев в Луизиане сообщили, что дома говорят по-вьетнамски; однако среди молодого поколения наблюдается явная тенденция к переходу на английский. Многие луизианские вьетнамцы уделяют приоритетное внимание культурным и религиозным мероприятиям, которые концентрируют внимание на языке и способствуют его сохранению.